# José Ramón González Romo
José Ramón González Romo (Sevilla, 12 d'octubre de 1963) és un exfutbolista andalús, que ocupava la posició de migcampista.

## Trajectòria
Debuta a primera divisió amb el Reial Betis a la campanya 81/82, en la qual disputa 7 partits i marca un gol. El migcampista seria un dels jugadors clàssics del Betis durant la dècada dels 80, tot i que seria suplent gairebé en tota la seua etapa al conjunt verd-i-blanc. Va destacar sobretot a la campanya 85/86, en la qual marca 7 gols en 25 partits.
L'estiu de 1989 fitxa pel Cadis CF, amb qui milita altres dues temporades a la màxima categoria, en les quals també hi seria suplent.
En total, suma 103 partits i 9 gols a primera divisió.